# Lullington, Derbyshire
Lullington är en by och en civil parish i South Derbyshire i Storbritannien. Den ligger i grevskapet Derbyshire och riksdelen England, i den södra delen av landet, 170 km nordväst om huvudstaden London. Orten har 121 invånare (2011). Byn nämndes i Domedagsboken (Domesday Book) år 1086, och kallades då Lullitune.